# Dún Laoghaire-Rathdown
Dún Laoghaire-Rathdown (en irlandés: Dún Laoghaire-Ráth an Dúin) es un condado administrativo en la República de Irlanda formando parte del condado tradicional de Dublín. Dun Laoghaire-Rathdown está ubicado en el sureste de la Ciudad de Dublín, y tiene su centro administrativo en el pueblo de Dún Laoghaire. En 1944, el área de la Corporación de Dún Laoghaire, la Junta Común de Entierros de Deangrange y la parte sureste del Condado de Dublín fueron unidas para crear el condado de Dun Laoghaire-Rathdown.
El lema del escudo de armas de Dun Laoghaire-Rathdown dice "Ó Chuan go Sliab", que significa "Del Puerto a la Montaña". La corona en el escudo es el del Rey Laoghaire, el Alto Rey de Irlanda en el siglo V, que vivió en el área.
Ahora el condado más pequeño de Irlanda, Dun Laoghaire-Rathdown es también el condado con el nombre más largo. La razón de esto es que los títulos de los nuevos consejos del condado de Dublín nunca fueron examinados en la etapa de comité en las Casas de los Oireachtas, y fueron alterados por última vez bajo el Acto de Gobierno Local de 1991 que fue infamosamente puesto en acción. Ambos debates parlamentarios y el mismo reporte de la reorganización del Consejo de la Ciudad de Dublín publicado en 1992 concluyó que el nombre de Dun Laoghaire-Rathdown era "inaceptable". Un proviso de un año contenía en el Acto de Gobierno Local (Dublín) de 1993 para cambiar el nombre del condado a nivel local expiró bajo el nuevo consejo. Los miembros electos del consejo sigue en la posición de hacer representaciones para hacer legislación adicional que altere el nombre del condado.
Las seis Áreas Electorales Locales (AELs) para el Consejo del Condado de Dun Laoghaire-Rathdown divide la elección de sus 28 consejeros como sigue: Ballybrack (6), Blackrock (4), Dundrum (6), Dún Laoghaire (6), Glencullen (3), Stillorgan (3).

Dún Laoghaire.

El sistema DART corre a través de la costa este del condado y conecta al centro y al norte así como otros puntos norte y sur en sistema ferroviario Iarnród Éireann con conexiones a Intercity. La línea verde del Luas corre a través del centro del condado.
Hay un puerto de ferry de tamaño medio que tiene cruces de ferris de y hacia Holyhead en el norte de Gales; esta es una ruta popular para turistas viajando a través del Mar de Irlanda de Bretaña. Con el advenimiento de botes más rápidos, los viajes de día se han vuelto más populares usando el puerto de Dún Laoghaire.
Dún Laoghaire se ha convertido popular con los jóvenes por el cine y las tiendas situadas ahí, otros centros importantes en el condado incluyen Goatstown, Dalkey, Dundrum, Glenageary, Killiney y Sandyford.
Dun Laoghaire-Rathdown está confinado por el Mar Irlandés y la Ciudad de Dublín, así como de los condados de Dublín Sur y Wicklow. La University College Dublin y el Instituto Dún Laoghaire de Arte, Diseño y Tecnología también se localizan en el condado.
Hasta abril del 2005, la frontera del condado de Dun Laoghaire-Rathdown ahora aparece en todos los mapas nacionales de la "Discovery Series" (3ª ed.) de la Ordnance Survey Ireland. El condado es considerado parte de la Gran Área de Dublín.

## Pueblos y villas
- Ballinteer, Ballybrack, Blackrock, Booterstown
- Cabinteely, Churchtown
- Dalkey, Dundrum
- Rathfarnham
- Foxrock
- Goatstown, Glasthule, Glenageary, Glencullen
- Killiney, Kiltiernan
- Leopardstown, Loughlinstown
- Monkstown
- Sandyford, Sandycove, Shankill
- Stepaside